# Norbert Ratsirahonana

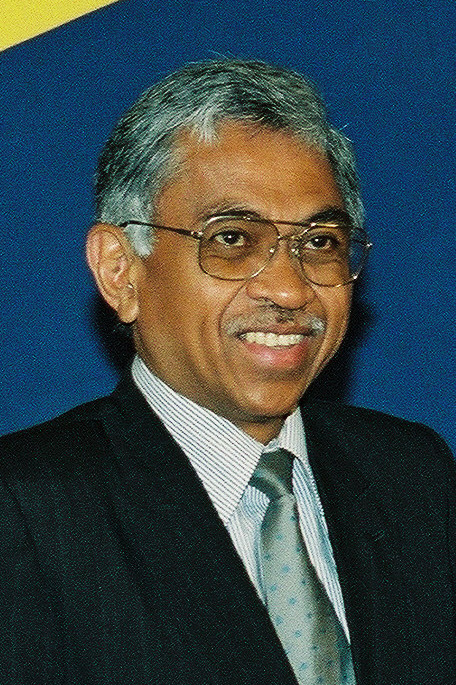
Norbert Ratsirahonana (1996)

Norbert Lala Ratsirahonana (* 18. November 1938 in Antsiranana) ist ein madagassischer Politiker.
Ratsirahonana war vom 28. Mai 1996 bis zum 21. Februar 1997 Premierminister Madagaskars und vom 5. September 1996 bis zum 9. Februar 1997 Staatspräsident, da der amtierende Präsident Albert Zafy wegen wiederholter Verstöße gegen die Verfassung und Überschreitung seiner Kompetenzen seines Amtes enthoben wurde. Ratsirahonana bereitete die neue Präsidentenwahl vor, die Zafys Vorgänger Didier Ratsiraka gegen Zafy gewann – bei einer Wahlbeteiligung von 49,7 %. Ratsiraka ließ sich dann seine Befugnisse nach französischem Vorbild erweitern.
Ratsirahonana arbeitete in der Christlichen Friedenskonferenz mit, an deren V. Allchristlicher Friedensversammlung 1978 in Prag er sich beteiligte.
Ratsirahonana war Sonderbotschafter des Staatspräsidenten Marc Ravalomanana und nahm in dieser Eigenschaft am Madagaskartag 2005 in München teil. 2006 trat er von diesem Posten zurück und kündigte im August 2006 seine Teilnahme an der Präsidentschaftswahl im Dezember 2006 an. Dort erreichte er mit 4,22 % der Stimmen den fünften Platz.